# Desa Duko (administrativ by i Indonesien, lat -6,86, long 115,28)
Desa Duko är en administrativ by i Indonesien.   Den ligger i provinsen Jawa Timur, i den västra delen av landet, 900 km öster om huvudstaden Jakarta. Desa Duko ligger på ön Pulau Kangean.